# اوزفالدو لورينسو فيلهو
اوزفالدو لورينسو فيلهو (بالبرتغالية: Osvaldo Filho‏) (11 أبريل 1987 فورتاليزا البرازيل - ) هو لاعب كرة قدم برازيلي يلعب كمهاجم.

## روابط خارجية
- اوزفالدو لورينسو فيلهو على موقع قاعدة بيانات كرة القدم.إي يو (الإنجليزية)
- اوزفالدو لورينسو فيلهو على موقع ناشيونال فوتبول تيمز (الإنجليزية)
- اوزفالدو لورينسو فيلهو على موقع Soccerway.com (الإنجليزية)
- اوزفالدو لورينسو فيلهو على موقع عالم كرة القدم.نت (الإنجليزية)